# Melanoptilon simulans
Melanoptilon simulans là một loài bướm đêm trong họ Geometridae.